# Other Emcee’s
„Other Emcee’s” – czwarty singel fińskiego zespołu Bomfunk MC’s, który został wydany w 1999 roku. Został umieszczony na albumie In Stereo.
Singel był notowany na fińskiej liście Top 20 Singles przez trzy tygodnie, najwyżej na piątym miejscu.

## Lista utworów
- CD singel (1999)[1]

1. „Other Emcee’s” (Album Version) – 3:48
2. „Other Emcee’s” (Sure Shot Master of the Ceremony Mix) – 3:36

## Notowania na listach sprzedaży
| Kraj      | Lista (2000)   | Najwyższa pozycja |
| --------- | -------------- | ----------------- |
| Finlandia | Top 20 Singles | 5                 |